# Églises médiévales en pierre de Finlande
Les églises médiévales en pierre de Finlande ont été construites entre le XIIIe et le XVIe siècle. 

## Présentation
Le nombre total d'églises était de 104, dont 83 ont été conservés. Ces chiffres comprennent les sacristies d'églises inachevées. Les églises médiévales finlandaises en pierre sont principalement situées dans l'ouest et le sud du pays.
C'étaient généralement des églises en granite gris. Certaines sont construites en granite rouge et en calcaire, tandis que deux églises sont en brique.
La plus ancienne église en pierre est l'église Saint-Olaf de Jomala, dans les îles Åland. Sa construction s'est achevée vers 1260-1280.

## Galerie

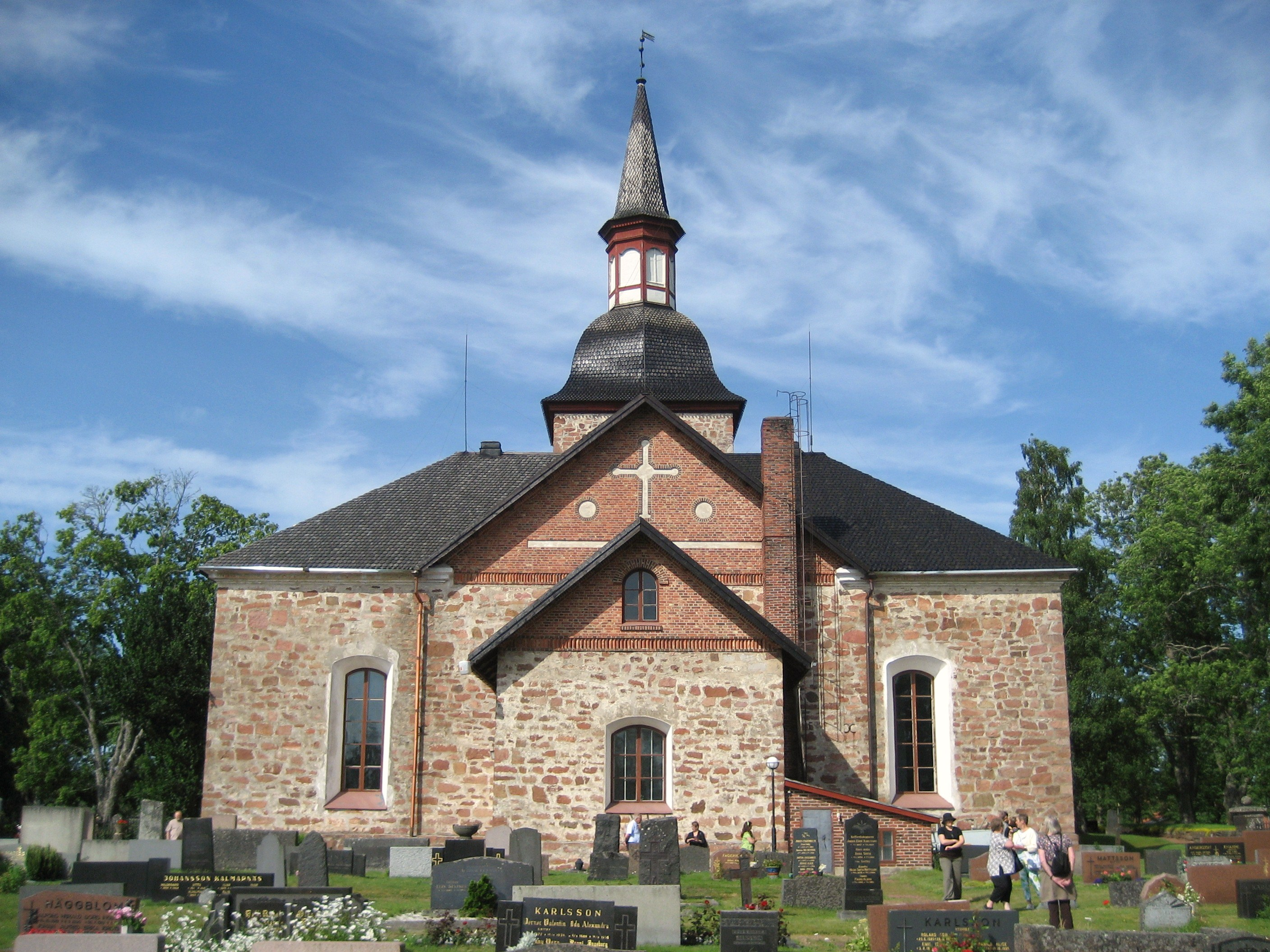
Église Saint-Olaf de Jomala
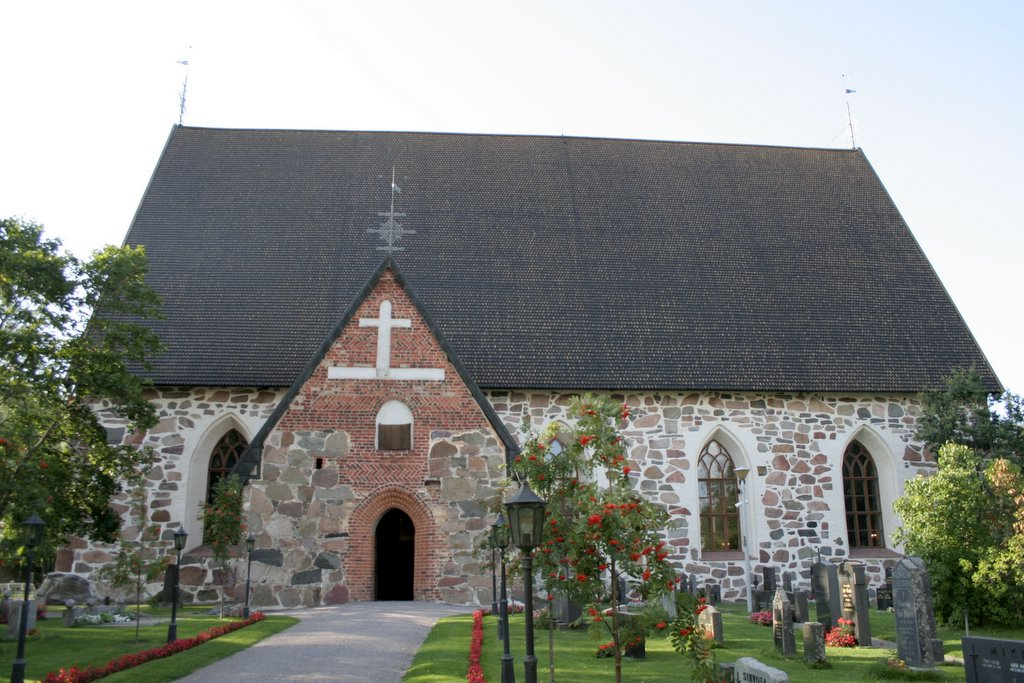
Église d'Hollola
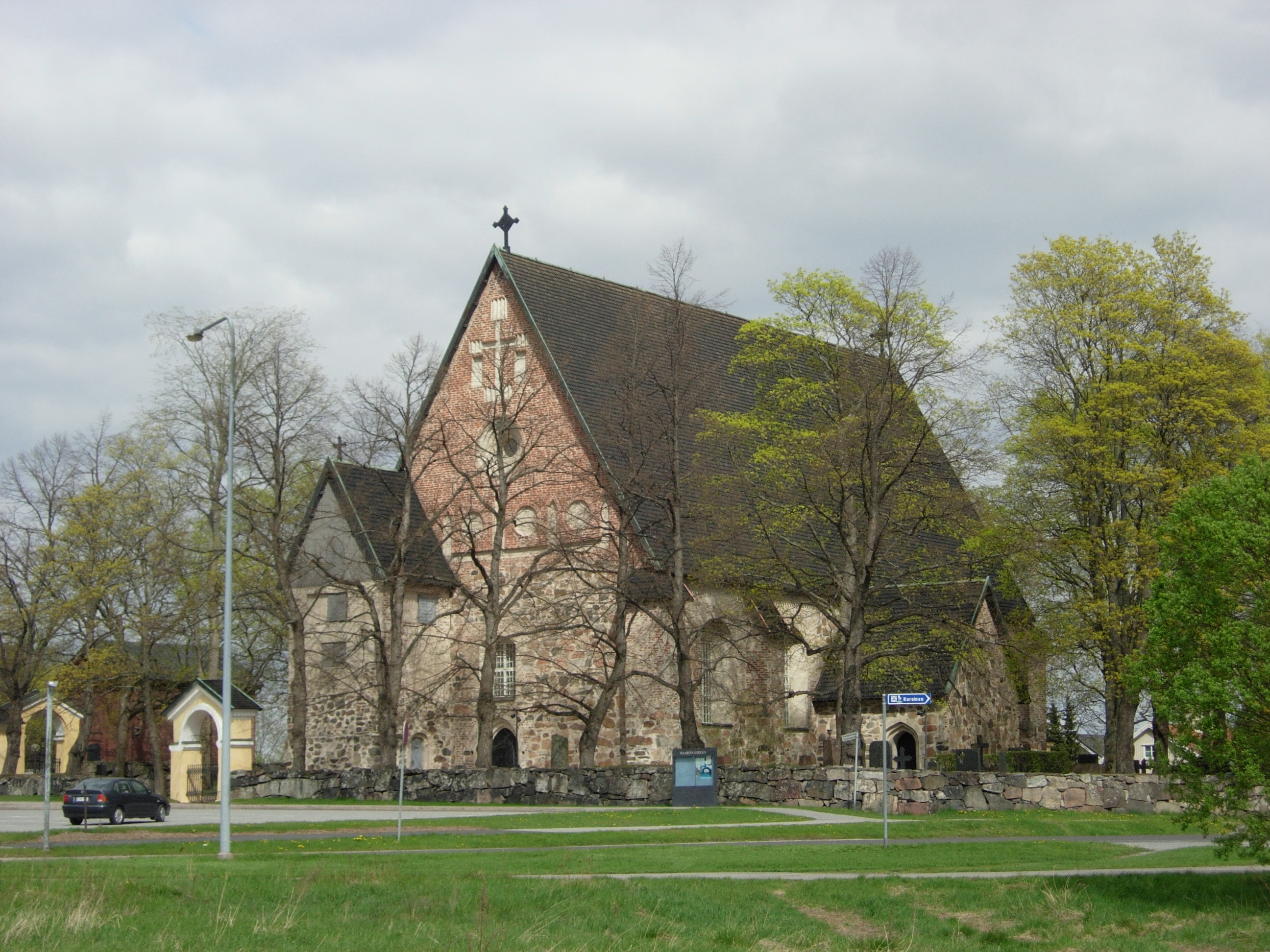
Église Sainte-Marie de Turku
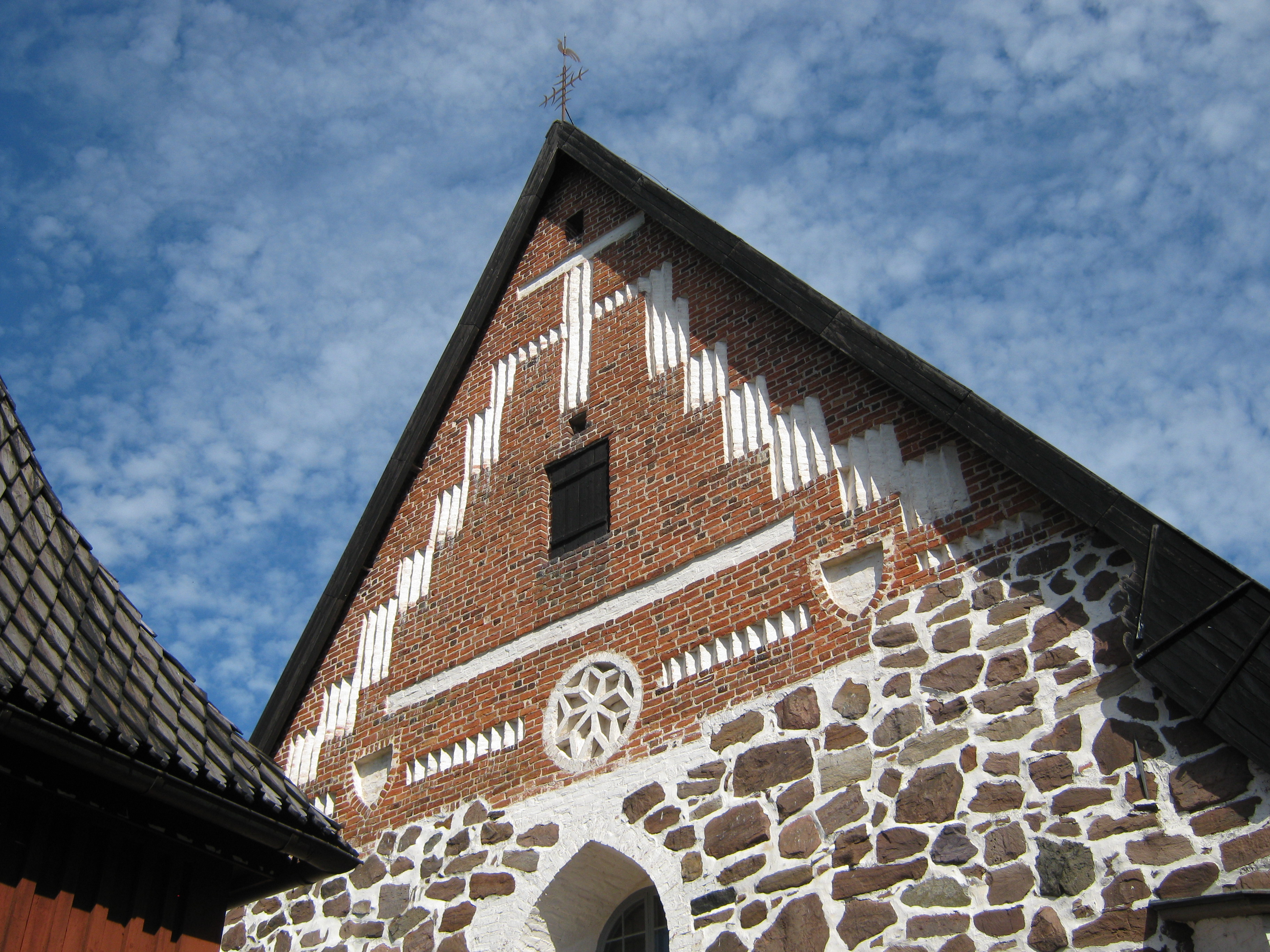
Église Saint-Olaf d'Ulvila

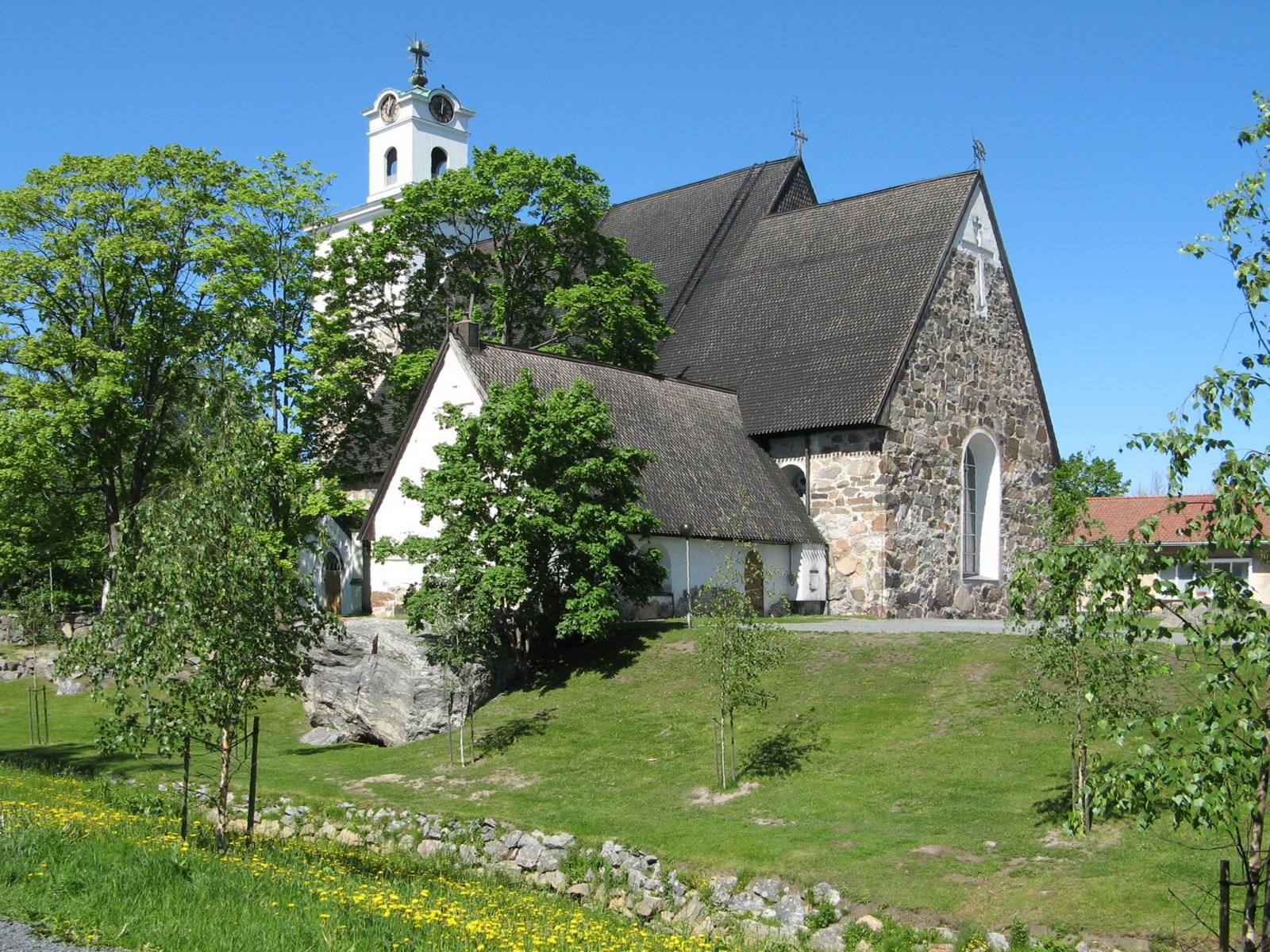
Église de la Sainte Croix de Rauma
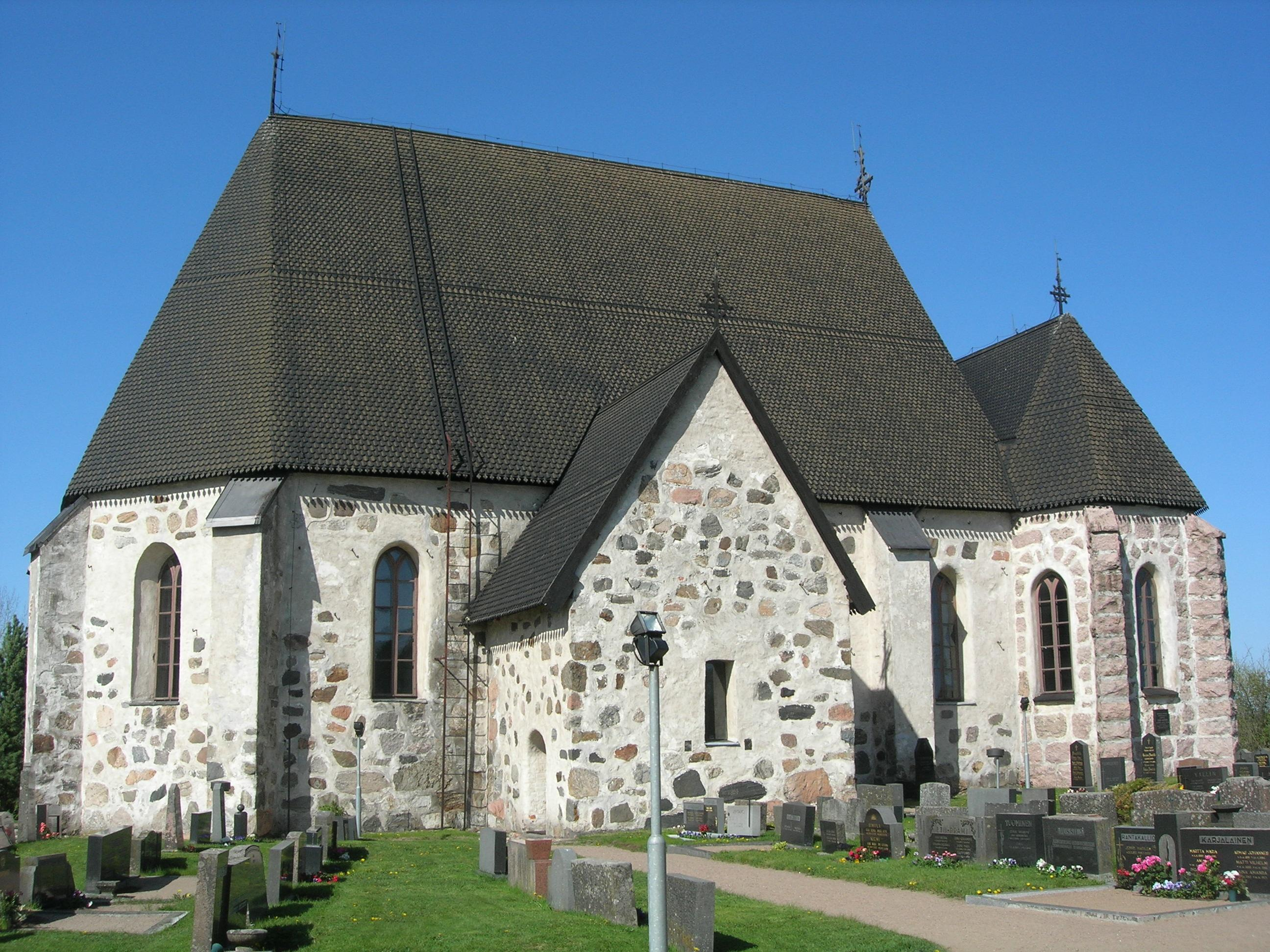
Église de Nousiainen
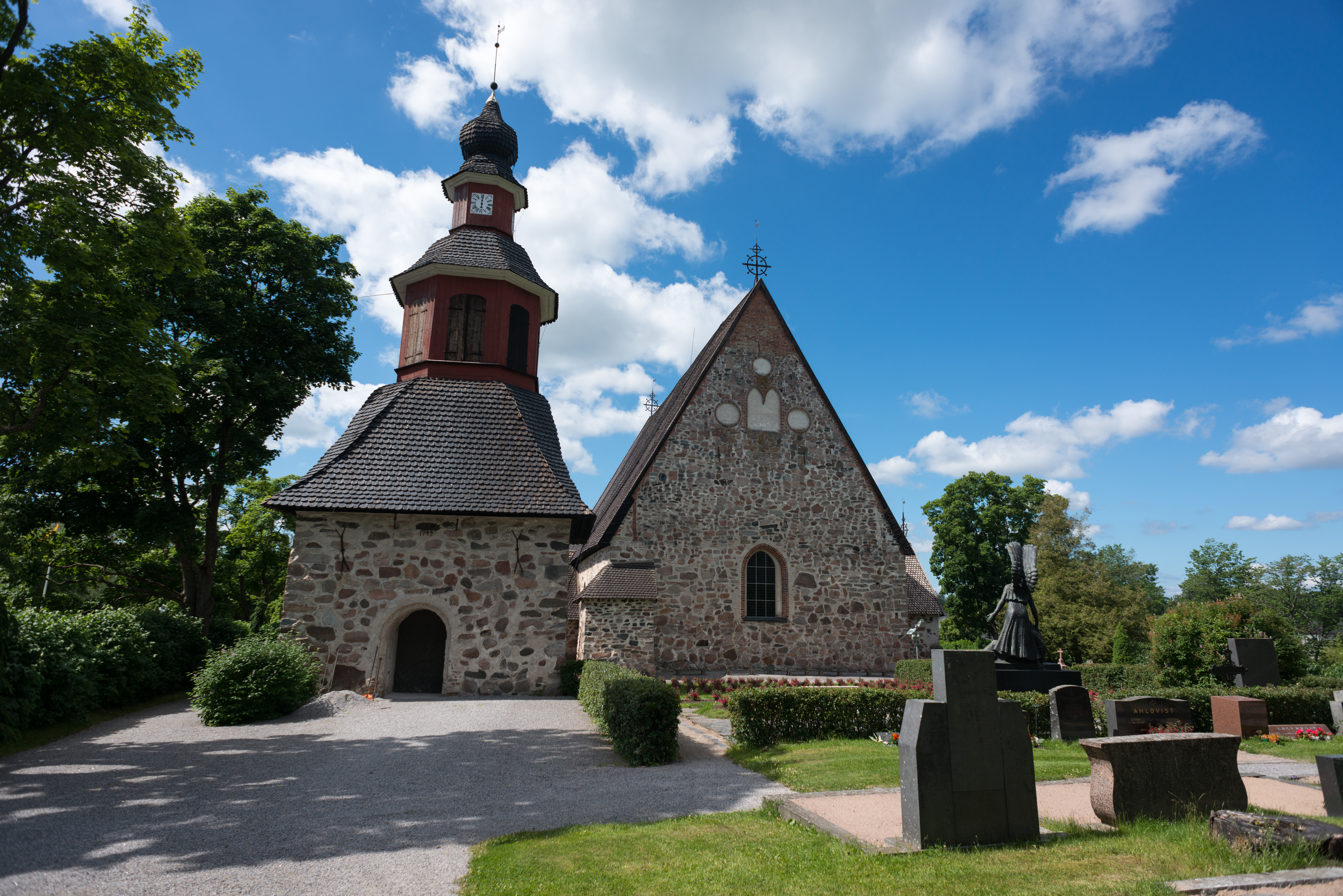
Église Saint-Laurent de Perniö
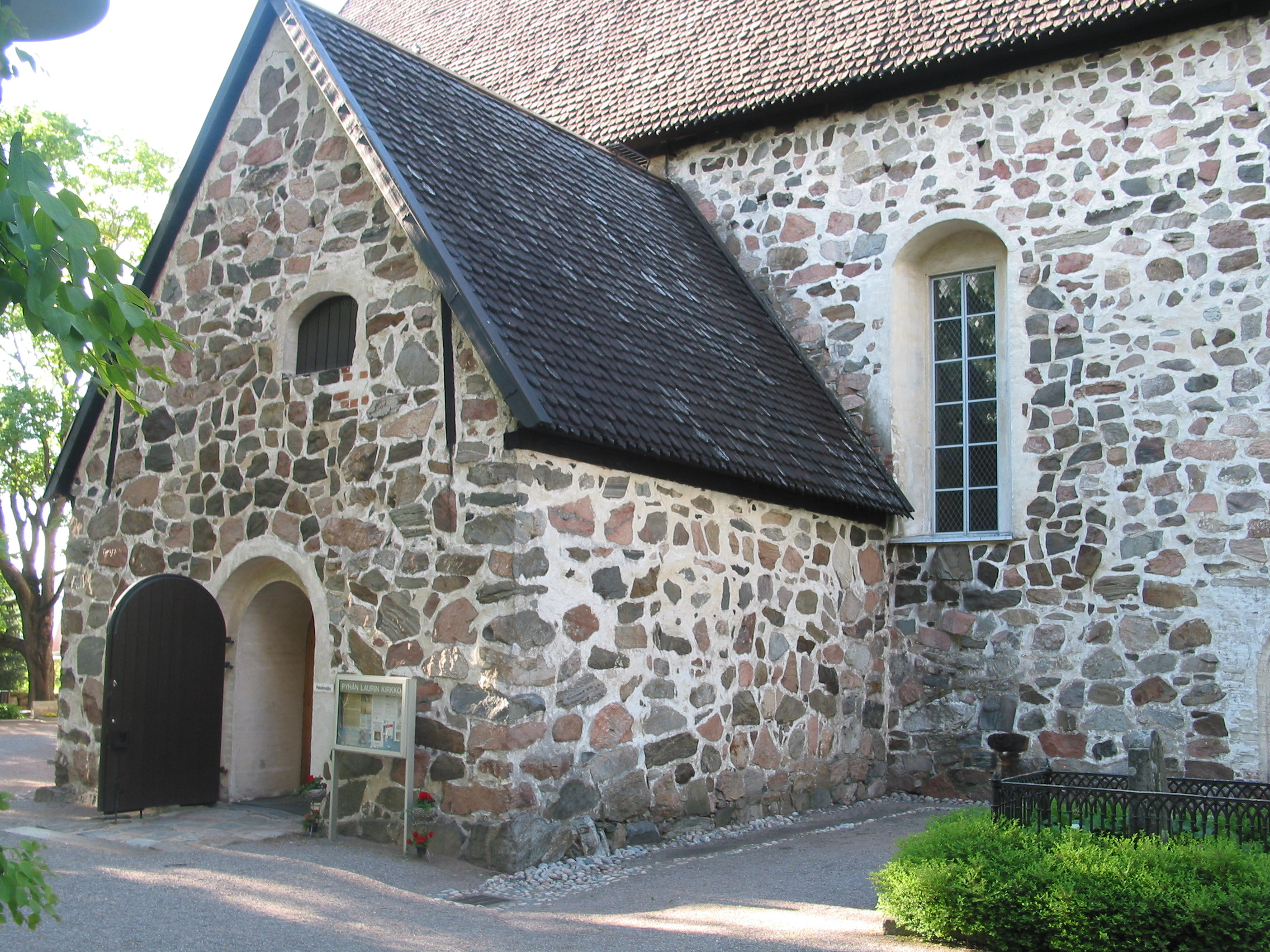
Église Saint-Laurent de Lohja